# Station Lampeland
Station Lampeland is een voormalig station in  Lampeland in de gemeente Flesberg in fylke Viken  in  Noorwegen. Het station werd geopend in 1927. Het werd ontworpen door het eigen architectenkantoor van NSB. Het station ligt aan Numedalsbanen, de spoorlijn tussen Rødberg en Kongsberg. De spoorlijn, en dus ook het station, werd in 1989 gesloten voor personenvervoer. 